# Solomys spriggsarum
Solomys sapientis — вимерлий вид гризунів родини Мишевих.
Викопні рештки Solomys sapientis були знайдені на острові Бука, що знаходиться поблизу острову Бугенвіль (Папуа Нова Гвінея). Solomys sapientis досягав розмірів Solomys ponceleti, однак, скоріш за все, вів більш наземний спосіб життя. Відомий лише за субфосильними рештками, що датуються 6600—7900 роками тому. Деякі дослідники вважають, що він вимер приблизно на початку нашої ери. Причинами вимирання називають тиск з боку інтродукованих видів, таких як свині та собаки, а також конкуренція з іншими видами гризунів.